# 1085 Amaryllis
Amaryllis (asteróide 1085) é um asteróide da cintura principal com um diâmetro de 69,95 quilómetros, a 3,0288286 UA. Possui uma excentricidade de 0,0482927 e um período orbital de 2 073,71 dias (5,68 anos).
Amaryllis tem uma velocidade orbital média de 16,69579513 km/s e uma inclinação de 6,62837º.
Esse asteróide foi descoberto em 31 de Agosto de 1927 por Karl Reinmuth.